# Szymon Wójcik
Szymon Piotr Wójcik (ur. 11 listopada 1999 w Warszawie) – polski koszykarz, występujący na pozycji silnego skrzydłowego, reprezentant kraju, od 2023 zawodnik zespołu Icon Sea Czarnych Słupsk.
W sezonie 2018/2019 reprezentował wraz z bratem bliźniakiem Janem drużynę NCAA – Missouri State Bears.
Jest synem wielokrotnego mistrza i reprezentanta kraju Adama Wójcika.

## Osiągnięcia
Stan na 2 maja 2024, na podstawie, o ile nie zaznaczono inaczej.

### NCAA
- Zaliczony do I składu turnieju konferencji America East (2022)

### Indywidualne
- Najlepszy polski debiutant EBL (2023)[8]
- Uczestnik konkursu wsadów OBL (2024)[9]

### Reprezentacja
Seniorska
- Uczestnik prekwalifikacji do mistrzostw Europy (2023)

Młodzieżowa
- Wicemistrz Europy U–16 dywizji B (2015)